# IC 3458
IC 3458 ist eine Balken-Spiralgalaxie vom Hubble-Typ SABb im Sternbild Coma Berenices am Nordsternhimmel. Sie ist schätzungsweise 850 Millionen Lichtjahre von der Milchstraße entfernt und hat einen Durchmesser von etwa 190.000 Lichtjahren. Vom Sonnensystem aus entfernt sich das Objekt mit einer errechneten Radialgeschwindigkeit von näherungsweise 19.000 Kilometern pro Sekunde.
Im selben Himmelsareal befinden sich unter anderem die Galaxien IC 3482, PGC 1827281, PGC 1827376, PGC 1833049.
Das Objekt wurde am 23. März 1903 von Max Wolf entdeckt.